# 1060
1060. је била проста година.

## Догађаји
- Википедија:Непознат датум — Владавина арапске династије Абадида у Севиљи у данашњој Шпанији (од 1023. до 1091).

- Краљ Бела I од Угарске (1060-1063). Гушење словенског устанка. Протеривање из Угарске краљице Анастасије, њеног сина Шоломона и његове жене. Беже цару Хајнриху IV. Удаја Белине ћерке за кнеза Ростислава Владимировича од Волиње.
- Смрт Жофроа II Анжујског. Округ је подељен између његових синова Жофроа и Фулка.
- Краљ Француске Филип I (1052-1108) — син Ане, ћерке великог књеже Кијевског Јарослава Мудрог.
- Регентство у Француској мајке и ујака краља Анриа. Регентство Балдуина Побожног.
- Роберт Гвискар осваја Таранто од Византинаца као део борбе за Апулију.
- Селџуци потчињавају Јужни Ирак.
- Поход Изјаслава, Свјатослава, Всеволода Јарославича и Всеслава Полоцког против Торка (Уза), који су без борбе отишли у Византију и населили се на јужним границама Старе руске државе, чинећи основу Црних Клобука. Пораз Торка допринео је појави јаких конкурената у степама — Половца.
- Након смрти Игора Јарославовича, Смоленск је подељен „на три дела“. Изјаслав Јарославович је, током посете Великом Новгороду, поставио на престо свог сина Мстислава Изјаславича.

## Рођења
- Википедија:Непознат датум — Готфрид Бујонски, крсташ (†1100)

## Смрти
- 4. август —Анри I, француски краљ (* 1008)

- Андрија I Угарски

- Гизела од Баварске

- Жофроа II Анжујски

- Пресијан II